# Baniana hampsoni
Baniana hampsoni är en fjärilsart som beskrevs av Embrik Strand 1922. Baniana hampsoni ingår i släktet Baniana och familjen nattflyn. Inga underarter finns listade i Catalogue of Life.